# Вівель-дель-Ріо-Мартін
Вівель-дель-Ріо-Мартін (ісп. Vivel del Río Martín) — муніципалітет в Іспанії, у складі автономної спільноти Арагон, у провінції Теруель. Населення — 86 осіб (2010).
Муніципалітет розташований на відстані близько 240 км на схід від Мадрида, 60 км на північ від міста Теруель.
На території муніципалітету розташовані такі населені пункти: (дані про населення за 2010 рік)
- Армільяс: 13 осіб
- Вівель-дель-Ріо-Мартін: 73 особи

## Демографія
Динаміка населення (INE ):